# Poleski Park Narodowy

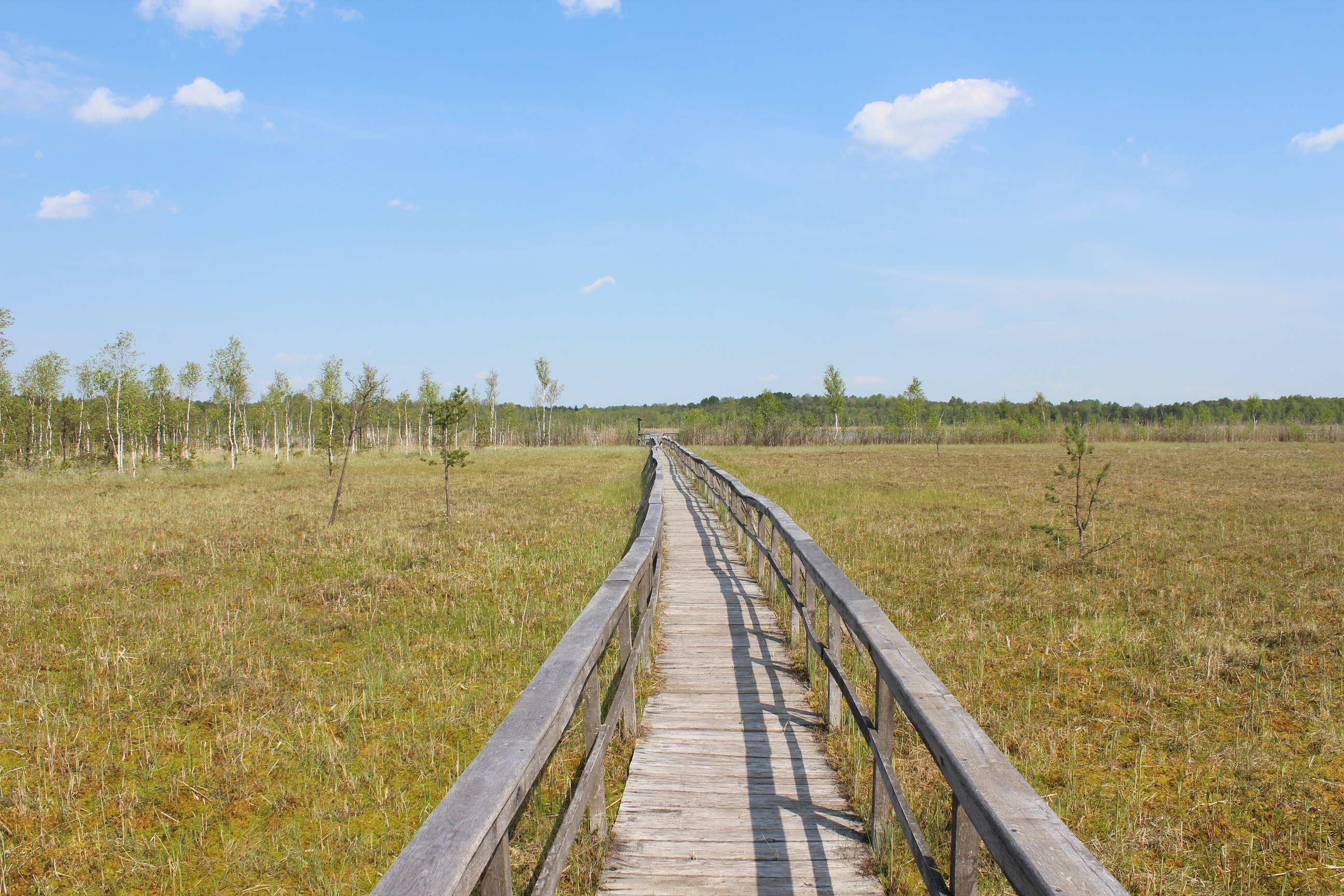
Spleja na jeziorze Moszne

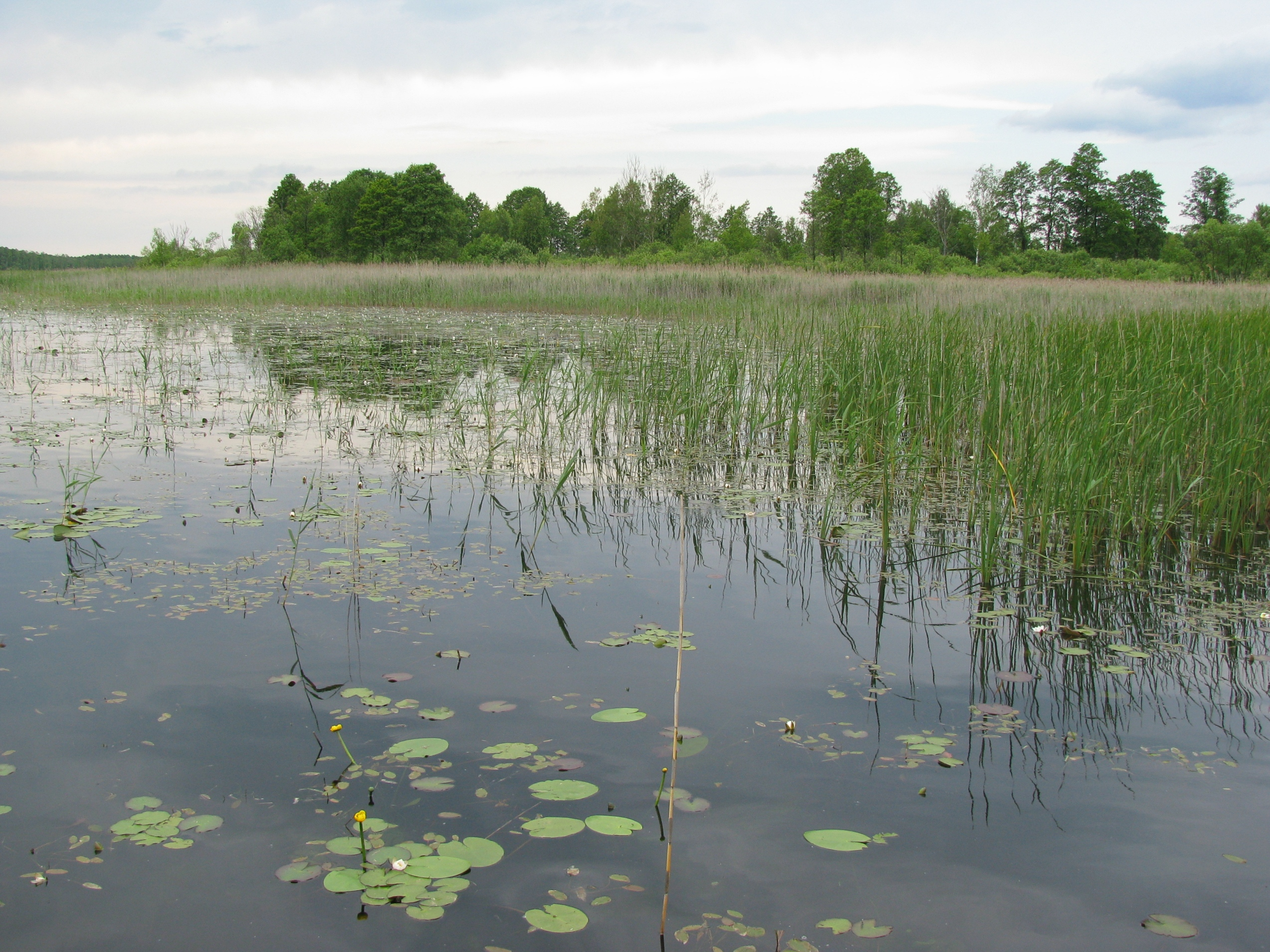
Jezioro Łukie

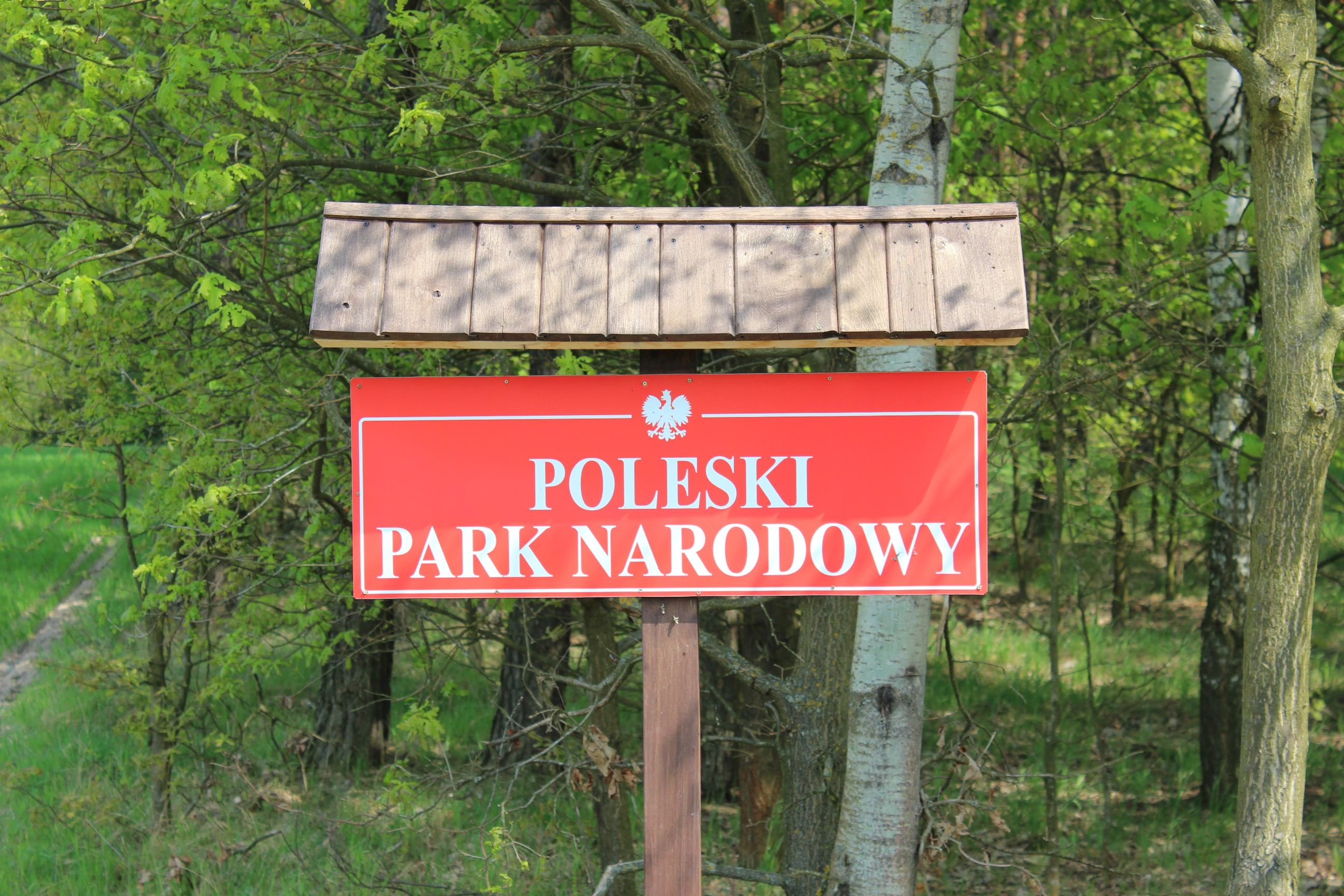
Tablica na granicy parku

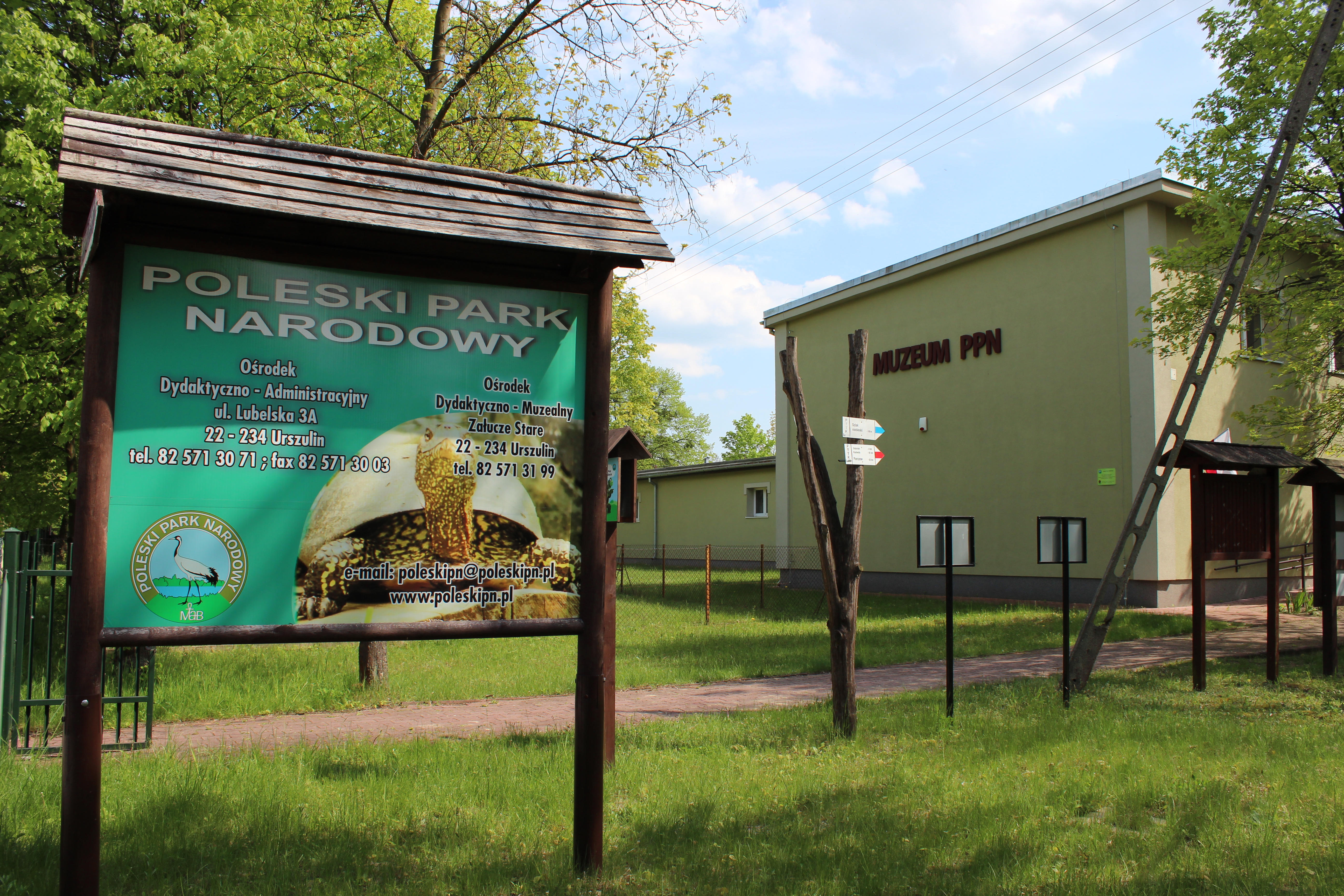
Ośrodek Dydaktyczno-Muzealny Poleskiego Parku Narodowego w Starym Załuczu

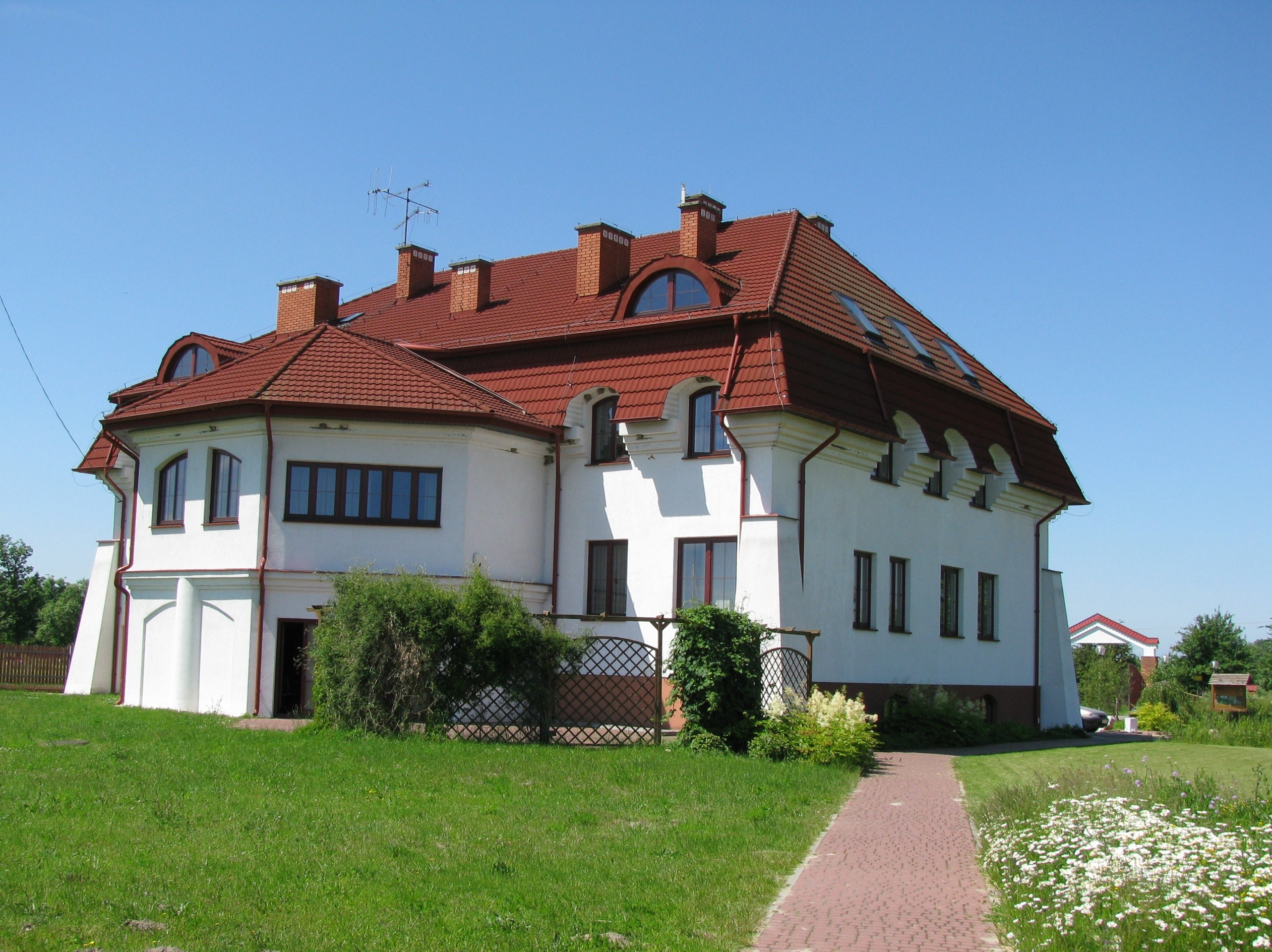
Ośrodek Dydaktyczno-Administracyjny w Urszulinie – siedziba dyrekcji parku

Poleski Park Narodowy – park narodowy położony w województwie lubelskim, w polskiej części Polesia, utworzony 1 maja 1990. Obejmuje liczne bagna, torfowiska i jeziora zakolowe oraz naturalne kompleksy leśne z bogactwem flory i fauny, znajdujące się na Równinie Łęczyńsko-Włodawskiej. Powierzchnia parku wynosi 9760,2864 ha, zaś jego otuliny 13 702,77 ha. Symbolem parku jest żuraw.
Park wchodzi w skład Rezerwatu Biosfery „Polesie Zachodnie”, który od 2012 roku stał się rezerwatem transgranicznym, po połączeniu z Rezerwatem Biosfery „Polesie Nadbużańskie” i Szackim Rezerwatem Biosfery. Jest także chroniony przez konwencję ramsarską jako ważny obszar podmokły.

## Geografia
Park położony jest w zachodniej części Polesia, w obrębie Równiny Łęczyńsko-Włodawskiej. Obszar parku jest równinny, silnie podmokły, na którym procesy formowania się dolin rzecznych jeszcze prawie się nie zaznaczyły. Jego powierzchnia jest płaska, z dużą liczbą jezior, stawów, bagien i torfowisk. Prawie cały teren parku zajmują równiny torfowe. Jedynie w części środkowej, w okolicy Woli Wereszczyńskiej, wznosi się niewysoki, płaski garb wapienny. W południowej części widoczny jest niewielki garb kredowego podłoża, oddzielający centralną część obszaru chronionego od basenu Jezior Uściwierskich. Z kolei na północy tereny te ogranicza ciąg moren z okresu zlodowacenia środkowopolskiego. Na terenie parku można podziwiać namiastkę tundry lub lasotundry, wysuniętą najdalej na południowy zachód w Europie. Zachowane w tym rejonie ekosystemy bagienne to obszary, które rozwijały się bez ingerencji człowieka od czasów ustąpienia ostatniego zlodowacenia.

## Historia Parku
Po raz pierwszy pomysł utworzenia parku narodowego na Polesiu został wysunięty w 1933 przez polskiego botanika, profesora Władysława Szafera. Postulował on utworzenie parku na terenie polskiej części Polesia. Kolejna koncepcja utworzenia takiego parku powstała w 1954 i należała do profesora Tadeusza Wilgata.
Idea utworzenia parku w miejscu, w którym znajduje się obecnie, została po raz pierwszy wysunięta przez profesora Dominika Fijałkowskiego. Był to wówczas pierwszy w kraju projekt parku narodowego, który zakładał ochronę terenów wodno-torfowiskowych. Według tego projektu, nowy park o nazwie Wytycki Park Narodowy miał zajmować około 30 km².
Koncepcja, według której miał powstać park, ciągle ulegała zmianom. Na Polesiu przeprowadzano wówczas liczne prace melioracyjne powiązane z budową kanału Wieprz-Krzna. W latach 70. XX wieku na Pojezierzu Łęczyńsko-Włodawskim rozpoczęto wydobycie węgla kamiennego w ramach Lubelskiego Zagłębia Węglowego. Działacze ruchów ochrony przyrody czynili starania, by ocalić chociaż najcenniejsze obiekty przyrodnicze. Nie udało się uchronić przed melioracją, osuszeniem i zamienieniem na użytki zielone rozległego kompleksu Krowiego Bagna, jednakże z inicjatywy prof. Fijałkowskiego udało się doprowadzić do powstania na terenie dzisiejszego parku czterech rezerwatów przyrody o łącznej powierzchni 1784,98 ha: w 1966 rezerwatu Durne Bagno (213,2 ha), w 1974 rezerwatu Jezioro Moszne (205,12 ha), w 1978 rezerwatu Jezioro Długie (640,48 ha) i w 1982 rezerwatu Torfowisko Orłowskie (671,73 ha). W 1982 r. zarządzeniem Ministra Leśnictwa i Przemysłu Drzewnego z dnia 23 sierpnia (Monitor Polski nr 20, poz. 179) powiększono teren rezerwatu Jezioro Długie do 694,93 ha.
W 1987 do Ministra Ochrony Środowiska i Zasobów Naturalnych trafił wniosek w sprawie utworzenia parku. Sprzyjająca sytuacja, jaka powstała po rozmowach Okrągłego Stołu, doprowadziła do tego, że na mocy rozporządzenia Rady Ministrów z 1 maja 1990 na powierzchni 4813,35 ha utworzony został Poleski Park Narodowy.
W 1991 do Ministra Ochrony Środowiska Zasobów Naturalnych i Leśnictwa został skierowany projekt powiększenia parku. Zakładał powiększenie obszaru zlewni Piwonii i Włodawki wchodzących w obręb parku. Pierwotnie park zajmował tylko część ich zlewni, co uniemożliwiało kontrolę stanu stosunków wodnych na terenie parku, a tym samym zagrażało zachowaniu jego walorów przyrodniczych, jako parku o charakterze wodno-torfowiskowym. W projekcie wzięto pod uwagę także powstanie w 1991 rezerwatu torfowiskowego Bagno Bubnów o powierzchni 1600 ha. 1 lutego 1994 obszar parku został powiększony do 9647,73 ha, otrzymał także strefę ochronną o powierzchni 13 624,25 ha.

## Flora
Roślinność parku jest bardzo bogata. Obfituje w gatunki typowe dla terenów podmokłych i bagiennych. Na terenie parku występuje około tysiąca gatunków roślin naczyniowych, z czego 170 to gatunki rzadkie, 81 podlega ochronie gatunkowej, a kolejnych 15 znajduje się w Polskiej czerwonej księdze roślin.
Większość gatunków roślin to przedstawiciele flory północnej, wśród których często występują relikty epoki lodowcowej, na przykład brzoza niska, wierzba lapońska czy wierzba borówkolistna. Innymi roślinami północnymi są turzyca bagienna i strunowa, gnidosz królewski oraz rosiczka długolistna. Rzadkie gatunki charakterystyczne dla roślinności atlantyckiej występujące w parku to między innymi wywłócznik skrętoległy i wąkrota zwyczajna.
Na obszarze parku wyróżniono 208 różnych zespołów roślinnych, z których 30 prezentuje zespoły leśne i zaroślowe, a pozostałe 178 to formacje nieleśne. Najbardziej charakterystycznymi dla parku zbiorowiskami roślinnymi są torfowiska: niskie, przejściowe i wysokie. Lasy to głównie brzeziny bagienne, ubogie bory sosnowe oraz olsy.

## Fauna
Fauna Poleskiego Parku Narodowego obejmuje wiele rzadkich gatunków zwierząt. Jej różnorodność wynika z liczby i różnorodności siedlisk występujących w parku. Na terenie Parku stwierdzono występowanie około 290 gatunków kręgowców. Wiele zwierząt należy do gatunków chronionych.
Bezkręgowce występujące w parku zostały jak dotąd słabo poznane, jednak wśród znanych gatunków można wymienić pijawkę lekarską, ćmę (motyla nocnego) z rodziny zawisakowatych – postojaka wiesiołkowca, mieniaka tęczowca oraz strużnika. Do cennych motyli w skali Europy (tzw. naturowych) należą przeplatka aurinia i modraszek telejus. Unikatami są trzy gatunki mrówek stanowiące relikt polodowcowy. Na łąkach parku można spotkać dużą populację tygrzyka paskowanego, zaś na torfowiskach populację bagnika przybrzeżnego.
W wodach parku występuje 21 gatunków ryb. Cztery z nich: strzebla błotna, różanka pospolita, piskorz oraz koza pospolita, objęte są ochroną gatunkową.
Na terenie parku występuje trzynaście gatunków płazów. Szczególnie licznie żyją tu żaby brunatne oraz żaby zielone. Jednymi ze szczególnie rzadkich gatunków płazów są ropucha paskówka oraz grzebiuszka ziemna. Z traszek obecne są traszka zwyczajna oraz grzebieniasta. W parku występuje także siedem gatunków gadów, w tym także żółw błotny – gatunek reliktowy i jeden z najbardziej zagrożonych gatunków gadów w Polsce. Wśród węży można spotkać żmiję zygzakowatą (głównie w ubarwieniu brunatnym, ze słabo zaznaczoną wstęgą Kainową), gniewosza plamistego oraz zaskrońca zwyczajnego. Jaszczurki reprezentuje zwinka, żyworódka i padalec.
Poleski Park Narodowy to jeden z najbogatszych w ptactwo obszarów w kraju. Stwierdzono w nim występowanie około dwustu gatunków ptaków, z których około sto pięćdziesiąt to gatunki lęgowe. Wiele z nich to ptaki tak rzadkie jak czapla biała czy czapla nadobna. Licznie występuje także bąk, osiągając największe zagęszczenie w kraju. Błotniaki łąkowe wykorzystują dużą liczbę łąk. Inne rzadkie ptaki gniazdujące to na przykład derkacz, dubelt (ostatnie stwierdzenie lęgu na terenie parku to lata 90. XX wieku) czy podgorzałka. Gnieździ się tu także bielik. Symbolem parku został żuraw. Liczne są tu także sowy wraz z największą z nich – puchaczem. Ptakiem zagrożonym wyginięciem, a występującym w parku, jest wodniczka, która tworzy tu trzecią co do wielkości populację w kraju. W wyniku programu introdukcji w parku występuje dosyć liczna populacja cietrzewi.
Na obszarze parku stwierdzono obecność 48 gatunków ssaków. Najliczniejszą grupę stanowią gryzonie, których jest osiemnaście gatunków. Z nich warty wymienienia jest bóbr, którego sprowadzono na ten teren w 1992. Spośród mniejszych gatunków występują tu nornica ruda, nornik północny, bury i zwyczajny. Nad wodami można znaleźć rzadsze w kraju gatunki: piżmaka i karczownika ziemnowodnego. Ze ssaków owadożernych występują na przykład jeż wschodni, kret czy liczne ryjówki. W bagiennych lasach można spotkać rzęsorka rzeczka. Ssaki drapieżne reprezentują łasica pospolita, gronostaj europejski, tchórz, kuna domowa i leśna, a w wodach wydra europejska. Kopytne najliczniej reprezentuje sarna europejska, której populacja na terenie parku wynosi około osiemset osobników. Występują tu także jelenie, łosie oraz dziki.

## Ośrodki dydaktyczne i muzealne
W ramach Poleskiego Parku Narodowego funkcjonują dwa obiekty, w których prowadzona jest działalność edukacyjna i popularyzatorska:
- Ośrodek Dydaktyczno-Muzealny w Starym Załuczu,
- Ośrodek Dydaktyczno-Administracyjny w Urszulinie.

W ośrodku w Urszulinie znajduje się „Ośrodek Ochrony Żółwia Błotnego", w którym od września do maja można oglądać małe żółwie błotne, oraz otwarty w 2005 Ogród Dydaktyczny, umożliwiający zapoznanie się z bogatym światem roślin Poleskiego Parku Narodowego. W budynku OD-A mieści się dyrekcja PPN oraz biblioteka z niewielkim księgozbiorem.